# Reham abd-el Ghafur
Reham abd-el Ghafur (anhörenⓘ; * 6. September 1978 in Mahalla al-Kubra; arabisch ريهام عبد الغفور, DMG Rīhām ʿAbd al-Ġafūr) ist eine ägyptische Schauspielerin.

## Leben
Reham abd-el Ghafur ist die Tochter des ägyptischen Schauspielers Ashraf abd-el Ghafur. Sie absolvierte die Fakultät für Handel in Kairo. Bekannt wurde sie unter anderem mit Mohamed Henedi und Ashraf Abdel Baki im Film Saheb Sahbo (Der wahre Freund).
Neben Rollen im Film und in TV-Serien spielte sie auch auf der Bühne, etwa in AlMalek Lear (King Lear) mit Yehia El-Fakharany und in Hamlet (Ägyptisches Theater).

## Filmografie (Auswahl)
- 2002: Saheb sahbo
- 2004: Kan jom hobak
- 2005: Harim Karimi
- 2005: Mallaky Iskandariya
- 2006: Gaalatny Mogreman
- 2006: Lahzar harega (TV-Serie)
- 2006: Agamista
- 2007: Al ghaba

## Theater
- King Lear
- Hamlet